# José Manuel Fernández Santiago
José Manuel Fernández Santiago (Arenas de San Pedro, 30 de abril de 1958) es un político español del Partido Popular, presidente de las Cortes de Castilla y León entre 2003 y 2011 y diputado por Ávila en las mismas. Presidió en funciones la Junta de Castilla y León entre el 27 de febrero y el 19 de marzo de 2001.

## Biografía
Nació el 30 de abril de 1958 en Arenas de San Pedro, provincia de Ávila. Casado y con dos hijos, se licenció en Derecho por la Universidad de Salamanca, en la promoción 1975-1980, y en 1981 se diplomó por la Escuela de Práctica Jurídica de Salamanca. José Manuel Fernández Santiago, también conocido como «Toti», ha ocupado diversos cargos administrativos en la Junta de Castilla y León, como Consejero de Sanidad y Bienestar Social y portavoz de la Junta entre julio de 1991 y julio de 1999, cuando fue nombrado vicepresidente primero y Consejero de Medio Ambiente, manteniendo el cargo de portavoz. En marzo de 2001, pasó a ocupar el cargo de Consejero de Fomento, ocupándolo hasta su nombramiento como presidente de las Cortes de Castilla y León en 2003.
Es patrono de la Fundación Villalar.

## Implicación en el caso Gürtel
En 2010, su nombre se vio relacionado con el caso Gürtel por un presunto soborno de 24 000 euros por haber mediado en la adjudicación a favor de la constructora Teconsa de la variante de Olleros de Alba (León).
| Predecesor: Javier León de la Riva    | Consejero de Sanidad de la Junta de Castilla y León 1991-1999     | Sucesor: Carlos Fernández Carriedo  |
| Predecesor: Jesús Merino              | Vicepresidente primero de la Junta de Castilla y León 1999-2002   | Sucesor: Tomás Villanueva Rodríguez |
| Predecesor: Francisco Jambrina Sastre | Consejero de Medio Ambiente la Junta de Castilla y León 1999-2001 | Sucesor: Silvia Clemente Municio    |
| Predecesor: José Luis González Vallvé | Consejero de Fomento la Junta de Castilla y León 2001-2003        | Sucesor: Antonio Silván Rodríguez   |